# Еџвуд (округ Нортхамберланд, Пенсилванија)
Еџвуд (енгл. Edgewood, Northumberland County) насељено је место без административног статуса у америчкој савезној држави Пенсилванија.

## Демографија
По попису из 2010. године број становника је 2.384, што је 235 (-9,0%) становника мање него 2000. године.
| Група             | 2000.         | 2010.         |
| Белци             | 2.580 (98,5%) | 2.315 (97,1%) |
| Афроамериканци    | 4 (0,2%)      | 10 (0,4%)     |
| Азијати           | 12 (0,5%)     | 9 (0,4%)      |
| Хиспаноамериканци | 10 (0,4%)     | 30 (1,3%)     |
| Укупно            | 2.619         | 2.384         |